# Natarsha Tippett
Natarsha Tippett, connue sous son nom de mariage Natarsha McElhinny, née le 1er août 1975, est une joueuse professionnelle de squash représentant l'Australie. Elle atteint la 19e place mondiale, son meilleur classement. Elle est la sœur aînée de Narelle Tippett, également joueuse de squash.

## Biographie
Ses parents dirigeaient un club de squash et avec sa sœur Narelle, elle jouait dès que possible. Elle est championne d'Australie junior en 1990, succédant à Rachael Grinham championne du monde junior 1993 et précédant Jade Wilson qui sera championne du monde junior en 1995. Elle joue pendant quelques années sur le circuit professionnel, participant à trois championnats du monde en 1996, 1997 et 1998, s'inclinant à chaque fois au premier tour. Elle devient entraîneur à Merion (en) aux États-Unis. Lorsqu'elle quitte le poste pour se marier, c'est sa sœur Narelle qui prend le poste.
Natarsha Tippett vit à Las Vegas où elle est entraîneur de squash au Sports Club de Las Vegas, avec son mari Jim et ses fils Nicholas, Luke et Jake.